# Хакодзь
Хакодзь (рос. Хакодзь; адиг. Хокодз) — селище Майкопського району Адигеї Росії. Входить до складу Краснооктярбрського сільського поселення.
Населення —  ненаселений (2015 рік). 